# Hajla
Hajla (albánsky Hajlë, srbsky Хајла) je horský masiv na hranici mezi Kosovem a Černou Horou. Nachází se mezi Rugovskou soutěskou a pramenem řeky Ibar. Po hlavním hřebenu jde kosovsko-černohorská hranice, i její nejvyšší vrchol o výšce 2403 m leží přímo na hranici.
Masiv se táhne západo-východním směrem; severní strana se nachází na území Černé Hory a jižní na území Kosova. Nejvyšší část masivu je velmi úzká a oddělují ji strmé skalní stěny. Z kosovské strany je pohoří přístupné z vesnice Bogë, z černohorské od města Rožaje.
Vrcholky masivu tvoří především vápenec, který je původem z období triasu a částečně permu. Některé části masivu tvoří také vyvřelé horniny. V dobách pleistocénu byl vrchol hory zaledněný; ledovce se přes horský masiv posouvaly především směrem na sever a vyhloubily při své cestě specifické brázdy. Jejich pozůstatky jsou dodnes patrné.
Vzhledem ke své výšce jsou všechny čtyři vrcholy masivu (Šreljska Halja, Dramadol, Košutanska Halja, Vranovačka Halja) holé. Výhled z nich je směrem na území části Černé Hory a Kosova a směrem na sever je možné spatřit i pohoří Kopaonik.

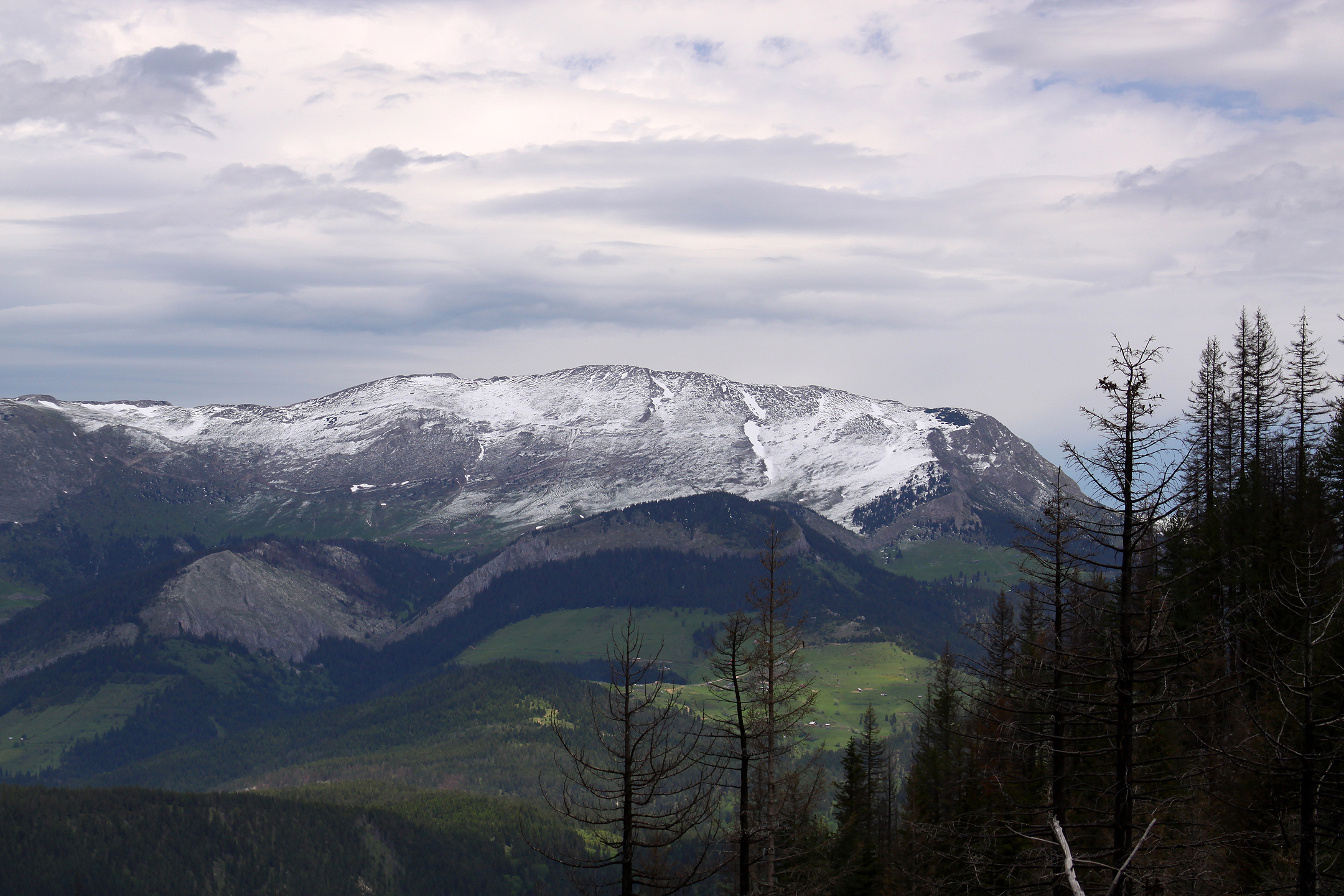
Pohled na Hajlu na jaře